# Stevensonula ciliata
Stevensonula ciliata är en svampart som beskrevs av Petr. 1952. Stevensonula ciliata ingår i släktet Stevensonula, divisionen sporsäcksvampar och riket svampar.   Inga underarter finns listade i Catalogue of Life.